# Agrarstruktur
Die Agrarstruktur betrifft die Wirtschaftsstruktur der Agrarproduktion und der Lebensbedingungen im Agrarsektor (Landwirtschaft, Forstwirtschaft und verwandte Wirtschaftszweige wie Fischerei).

## Grundlagen

### Kennwerte der Agrarstruktur
Zu den Kennwerten der Agrarstruktur gehören insbesondere
- die Siedlungsform
- die Betriebsstruktur
- die Besitzstruktur
- Verteilung der Betriebe auf Größenklassen
- Kauf- und Pachtpreise
- die Struktur nach Arbeitskräften und Altersgruppen
- die Bodennutzungsweisen
- die Marktstruktur
- die Agrarstrukturpolitik (Ländliche Entwicklung)

### Agrarstrukturerhebungen
Die Ermittlung der Agrarstruktur auf Basis agrarstatistischer Erhebungen bildet die Basis für die Ermittlung der Agrarprodukte auf regionaler wie nationaler Ebene, aber auch der Prognose der Entwicklung und des strukturellen Wandels des Wirtschaftszweigs Land- und Forstwirtschaft. Ihre Ergebnisse stellen eine der wichtigsten agrarpolitischer Entscheidungen auf nationaler und internationaler Ebene dar.

## Nationales: Agrarstruktur und Grundlage der Agrarstrukturerhebungen

### Europa
Die Landwirtschaftspolitik der Europäischen Union, die ja über die Subventionierungsmaßnahmen den weitaus größten Anteil an der Ausgabenseite der Gemeinschaft hat, und die Agrarmarktordnung erfordert eine europaweite Vergleichbarkeit von Daten. Die Basis der Agrarstrukturerhebungen wurde in der Verordnung (EWG) Nr. 571/88 über die landwirtschaftliche Betriebsstrukturerhebung (bis 2007, Änderungen (EG) Nr. 204/2006, ab 2010 (EG) Nr. 1166/2008) festgelegt. Im Anhang III findet sich auch die Liste der Merkmale für die Betriebsstrukturerhebung, die die zu Erhebenden Eckdaten des Betriebs wie auch der betrieblich Beschäftigten klärt. Daneben gibt es noch speziellere Verordnungen, so die Verordnung (EG) Nr. 543/2009 zu Ackerbau, Richtlinie 2001/109/EG zu Obstbau und Verordnung (EG) Nr. 543/2009 und Verordnung (EG) Nr. 436/2009 zur Ernte (Ertrag und Lagerhaltung).
Die letzte Agrarstrukturerhebung (AS) in allen 27 Ländern der Europäischen Union wurde 2007 nur als Stichprobenerhebung, aber mit einheitlichem Fragenkatalog durchgeführt:
- rund 13,7 Mio. landwirtschaftliche Betriebe: es entfallen rund 29 % auf Rumänien (3,9 Mio.), 17 % Polen, 12 % Italien, 8 % Spanien, 6 % Griechenland, 5 % Ungarn
– hier zeigen sich die noch stark landwirtschaftlich geprägten Flächenstaaten der Union
dabei lag die Erhebungsschwelle aber nicht in allen Staaten gleich, in Österreich etwa bei 1 ha genutzter Betriebsfläche, im Vereinigten Königreich bei 6 ha. Auch wurden in den neuen Mitgliedsländern teilweise Selbstversorgungsproduktion, die dort noch bedeutenden Anteil an der Gesamtproduktion einnimmt, miteingerechnet. Außerdem wurden rein forstwirtschaftliche Betriebe nicht mitgezählt
- etwa 172,5 Mio. Hektar (ha) landwirtschaftlich genutzte Fläche (LF): 16 % Frankreich (27 Mio. ha), 14 % Spanien, 10 % Deutschland, 9 % Vereinigtes Königreich und Polen, 8 % Rumänien, 7 % Ungarn, alle übrigen Mitgliedsländer unter 3 %
– damit stellen sich die Staaten mit dem höchsten Produktionspotential dar
- durchschnittliche Flächenausstattung der Betriebe: 12,6 ha; Spannweite 89,3 ha LF/Betrieb in Tschechien bis zu 0,9 ha in Malta
– bei der AS 1999/2000 waren es für die EU-15 noch fast 19 ha LF/Betrieb, was die starke Abnahme der Produktsfläche – trotz noch extensiv geprägter  neuer Mitgliedsländer – zeigt, also die gestiegene Intensivierung
- Größenstruktur: 70 %  der Betriebe mit weniger als 5 ha LF (1999/2000 EU-15: 58 %); 2 % der Betriebe mehr als 100 ha LF
– in der EU dominieren Kleinbetriebe und Mittelbetrieb (die deutliche Zunahme liegt an der Erweiterung 2004), Großbetriebe sind äußerst selten, das zeigt aber ein deutliches Nordwest–Südost-Gefälle: 18 % der Betriebe über 100 ha in Dänemark und Luxemburg, 17 % Frankreich, 13 % Vereinigtes Königreich, südliche und östliche Länder meist unter 1 %
- Struktur der landwirtschaftlich genutzten Fläche (insg. 172 Mio. ha): 60 % (104 Mio. ha) Ackerland, 33 % (57 Mio. ha) Dauergrünland, rund 6 % (11 Mio. ha) Dauerkulturen
– womit sich Europa Ackerbauorientiert darstellt, die Viehwirtschaft hat deutlich abgenommen.
  - Frankreich, Spanien, Deutschland und Polen haben zusammen rund 53 % des Ackerlandes der EU, in den meisten EU-Ländern dominiert Ackerbau
  - nur in Österreich, Slowenien, Irland, dem Vereinigten Königreich und Luxemburg hat das Dauergrünland größere Bedeutung (vieh- und milchwirtschaftsorientiertere Länder)
  - Dauerkulturen sind in den südlichen Mitgliedstaaten häufig (klimatische Bedingungen; Griechenland, Zypern, Italien, Portugal, Spanien, Malta)
- Viehwirtschaft:
  - 3,3 Mio. Viehwirte
  - 88 Mio. Stück Rinder, davon knapp 1⁄3 Milchvieh: Frankreich 19,4 Mio., Deutschland 12,7 Mio., Vereinigtes Königreich 10,3 Mio. Stück (zusammen rund die Hälfte des gesamten Rinderbestandes); Herdengröße: EU-Durchschnitt 27 Tiere/Halter; Zypern 202, Luxemburg 130, Niederlande 107, Vereinigtes Königreich 105, hingegen Litauen 6, Bulgarien 4,5, Rumänien 2,5
  - Schweinebestand: Deutschland 27,0 Mio. Stück, Spanien 23,4 Mio., Polen 18,5 Mio., Frankreich 14,3 Mio., Dänemark 13,7 Mio. Stück; Betriebsgröße: Irland 2.000, Dänemark 1.900, Niederlande 1.350 Tiere/Halter
- Demographie:
  - Zahl der Beschäftigten: 18,7 Mio. Familienarbeitskräfte, 1,8 Mio. nicht der Familie angehörende ständige Beschäftigte
– damit erweist sich in der EU der Agrarsektor als hochgradig familienbetrieblich (90 %)
  - Durchschnittsalter der Betriebsleiter: 6,1 % unter 35, 56,8 % älter als 55 Jahre
– die gesamteuropäische Landwirtschaft stellt sich im weltweiten Vergleich als unverhältnismäßig überaltert dar

### Österreich
Österreich zeigt –  als Alpenstaat – einige Besonderheiten innerhalb der Agrarstruktur der Europäischen Union:
- so den enorm hohen Anteil an Kleinwald und Privatwald, womit der Großteil aller Landwirte auch Forstwirte sind
- einen hohen Anteil an – naturgemäß kleinen, aber extensiv wirtschaftenden – Bergbauern, dadurch ist die Grünlandwirtschaft (Vieh- und Milchwirtschaft, Grünfuttermittelproduktion) im Vergleich zum Ackerbau und Spezialkulturformen in Österreich überdurchschnittlich stark vertreten
- eine Besonderheit ist auch eine weltweit führende Stellung in der ökologischen Landwirtschaft.

Die meisten Kenndaten liegen aber im EU-Durchschnitt, nur bei der Altersverteilung der Betriebsleiter hat Österreich die Spitzenposition (an hohem Alter), was den derzeit stattfinden Generationswechsel von traditioneller Wirtschaftsform, die seit den 1970ern vom mitteleuropaweiten „Bauernsterben“ und der Landflucht betroffen ist (eine Generation, die die Landwirtschaft meist verlassen hat), hin zu gut ausgebildeten Landwirten und innovativen Betriebsformen mit Fokus auf hochklassige und -preisige Spezial- und Nischenprodukte und Direktvermarktung.
Die letzte vollständige Agrarstrukturerhebung – auf Basis des Bundesstatistikgesetz 2000 – wurde 1999 vorgenommen, dazwischen nur Stichprobenerhebungen, und dann wieder 2010, womit ein umfassender Datensatz über die aktuelle Struktur der land- und forstwirtschaftlichen Betriebe sowie über landwirtschaftlichen Produktionsmethoden in Österreich vorliegt. Diese wurden von der Statistik Austria in Zusammenarbeit mit der Bundesanstalt für Agrarwirtschaft erhoben, im Grünen Bericht publiziert und online auszugsweise veröffentlicht.
Daten Grüner Bericht 2010:
- Land- und forstwirtschaftliche Betriebe (2007):[7] Gesamt 187.034 (zu 2005 −1,3 %, zu 1999 −14,0 %)
  - Niederösterreich 45.782 Betriebe, Steiermark 42.370, Oberösterreich 36.385 (zusammen 2⁄3, die drei großen Agrarproduktionsländer), geringste Betriebszahlen: Salzburg 10.028, Vorarlberg 4.762, Wien 699

– wobei außer bei Wien die Landwirtschaft in den flächenkleineren Ländern Salzburg und Vorarlberg durchaus eine bedeutende Rolle einnimmt, der Anteil durch die Alpenlage und den starken Tourismus aber relativ klein ist, außerdem herrschen dort Vollerwerbslandwirte vor (also auch Umstellung auf Tourismus im Vollerwerb und Landwirtschaftsflucht), in Tirol, Kärnten, der Steiermark und dem Burgenland sind Erhalt der Landwirtschaft trotz Tourismus oder branchenfremdem Erwerb häufig
- Wirtschaftsform:
  - Einzelunternehmen (Familienbetriebe) 93,5 %; 2,6 % Personengemeinschaften  (i.a. Agrargemeinschaften), 3,8 % in der Hand juristischer Personen (Firmen)
  - 70.097 (40,1 %) im Haupterwerb und 104.814 (59,9 %) im Nebenerwerb (also schon knapp 2⁄5), letzteres am stärksten Tirol und Steiermark, am geringsten Niederösterreich und Oberösterreich
- Die österreichische Landwirtschaft ist nach wie vor kleinbetrieblich strukturiert:
  - Betriebsgröße (2007): 35,0 ha (1951 16,3 ha), landwirtschaftlich genutzte Fläche 18,9 ha LF/Betrieb (1951 9,4 ha, EU-27-Durchschnitt 12,6 ha)
  - 61,5 % der Betriebe (114.947) bewirtschaften weniger als 20 ha, nur 4,0 % (7.452) über 100 ha (EU-27: 70 %/2 %)
  - Bergbauernbetriebe: 69.424 Betriebe (37,1 % aller Betriebe)
- Land- und forstwirtschaftliche bewirtschaftete Gesamtfläche: 7.559.000 ha (Österreich: 8.387.197 ha, also über 90 % der Landesfläche)
  - landwirtschaftlich genutzte Fläche (LF) 3.191.000 ha (38 % Österreichs), forstwirtschaftlich genutzte Fläche 3.341.000 ha (40 %, Erfassungsuntergrenze von 3 ha, also nicht die gesamte Fläche)[8]
  - landwirtschaftliche Fläche: Dauergrünland: 1.731.000 ha (Höchste Anteile in Vorarlberg 44,7 %, Salzburg 36,0 %); Ackerland 1.389.000 ha (Höchste Anteile im Burgenland 53,9 %, Niederösterreich 42,1 %), 66.000 ha Dauerkulturen (wie Haus- und Nutzgärten, Beeren, Wein, Baumschulen u. a. – wenig, aber aufgrund der hohen  Wertschöpfung bedeutend), 5.000 ha Brach- und unproduktive Flächen, Gebäude- und Hofflächen, sonstige Wirtschaftsflächen
- Landwirtschaftliche Hauptsparten:
  - Ackerbau (2009): Getreide 835.071 ha (61,1 %), Feldfutter 239.720 ha (17,5 %), Ölfrüchte 134.024 ha (9,8 %), Hackfrüchte 66.296 ha (4,9 %), Körnerleguminosen 21.589 ha (1,6 %), Brachfläche 45.076 ha (3,3 %)
  - Viehzucht (2009): Viehhaltende Betriebe: 104.000; Viehbestand in Österreich (2009) rund 2,0 Mio GVE, davon 3⁄4 Kategorie Rinder (73.466 Halter; 2.026.000 Stk. Kühe, Kalbinnen, Kälber; 532.976 Stk. Milchkühe, 264.547 Stk. Mutterkühe), 18 % Kategorie Schweine (38.002 Halter; 3.136.967 Stk.), 8 % übrige Tierkategorien (insb. Schafe 14.596 Halter; 344.709 Stk.)
  - Biobetriebe (2009): Es gibt in Österreich ca. 21.000 anerkannte Betriebe, mit 518.757 ha LF (geförderte und nicht geförderte Biobetriebe inklusive der Almenflächen und Bergmähder), das sind 11 % der Betriebe (zu 2008 +4,6 %, Anteil der geförderten Biobetrieben nach INVEKOS-Datenbank 15,2 %), und 16 % der gesamten landwirtschaftlichen Fläche (zu 2008 +5,4 %); 85 % der Biobetriebe halten Vieh, 19 % der Rinder werden nach biologischen Richtlinien gehalten (Milchkühe 17 %, Mutterkühen 32 %), aber nur 2 % aller Schweine, sowie 27 % aller Schafe, und 50 % aller Ziegen. Der Anteil an Biobetrieben über 25 % aller Betriebe konzentriert sich auf das ganze Land Salzburg, das Tiroler Unterland, die Obersteiermark, die Eisenwurzen, das Mühl- und Waldviertel, und die Ötztaler Alpen[9]
- LEADER-Programme zur Entwicklung ländlicher Regionen (Förderperiode 2007–2013): 86 Regionen (88 % der Staatsfläche) mit über 4,4 Mio. Einwohnern (52 % der Einwohner, zu 2000–2006 beinahe verdoppelt)
- Demographie (2009):
  - Arbeitskräfte im Wirtschaftsbereich Landwirtschaft/Land- und Forstwirtschaft: 171.722 Jahresarbeitseinheiten (JAE) (zu 2008 –1,8 %), davon 140.140 JAE (−2,1 %) nicht entlohnte Arbeitskräfte (Familienarbeitskräfte), 31.582 JAE (−0,5 %) entlohnte Arbeitskräfte (4,5:1, deutlich über dem EU-Durchschnitt von 10:1)
  - die Gesamtzahl der Lehrlinge in der Land- und Forstwirtschaft betrug Ende 2009 1.257, davon 1.054 in Fremdlehre, und 203 in Heimlehre; Landwirtschaftsschüler insg. (Schuljahr 2009/10): 17414; bestandene Reife- und Diplomprüfungen (Höhere land- und forstwirtschaftliche Lehranstalten, Jahrgang 2009): 621;[10] Absolventen Universität für Bodenkultur: über 1.000 (alle Sparten 2009, insg. 9.000 Studenten)[11]
  - Saisoniers 8.000 Beschäftigungsbewilligungen, Erntehelfer 7.500 Beschäftigungsbewilligungen
  - Geschlechterverteilung: 65.589 Betriebe (35,1 %) mit weiblicher Betriebsführung (2005 33,6 %, also Anstieg des Frauenanteils um 1,5 %);[12] weibliche Schüler (Schuljahr 2009/10): 8605 (49 %)[10]
  - durchschnittliches monatliches Bruttoeinkommen in der Land- und Forstwirtschaft, Fischerei und Fischzucht (2008): Männer 1.435 Euro, Frauen 1.046 Euro; kollektivvertraglichen Stundenlöhne der Forstarbeiter in Privatbetrieben (1. Juli 2009) Hilfsarbeiter über 18 Jahren 8,25 Euro, Forstfacharbeiter mit Prüfung 9,69 Euro (Bruttowerte, für die Landwirtschaft liegen naturgemäß keine Zahlen vor).

### Andere Staaten
- Agrarstrukturen in Lateinamerika